# Извън обхват
„Извън обхват“ (на английски: Out of Reach) e американско-полски сензационен филм от 2003 година на режисьора По-Чих Леонг.

## Актьорски състав
- Стивън Сегал – Уилиън Ленсинг
- Ида Новаковска – Ирена Моравска
- Агнешка Вагнер – Кашя Лято
- Мат Шулц – Фейсал

## Български дублаж
| Озвучаващи артисти | Десислава Знаменова Христина Ибришимова Христо Узунов Силви Стоицов Николай Николов |